# Литота
Литота је стилска фигура која користи потцењивање како би се нагласила тачка наводећи негативане за даље потврђивање позитивних, често инкорпорирајућих двоструких негативних ефеката. На пример, „Он не изгледа лоше” могло би изразити да је неко прекрасан или би могло пренети да он није посебно ружан или привлачан. Степен нагласка зависи од контекста. На пример, обично кориштена фраза „није лоше” може назначити да је нешто или просечно или одлично. Под истим условима, литота се може користити за смањење крутости посматрања: „Он није најчистија особа коју познајем” се користити као средство показивања да је неко неуредна особа.

## Пример
- Плахо је ушла у мрај последње ноћи. — В. Мајер: Мртва девојка